# Pegomya elongata
Pegomya elongata este o specie de muște din genul Pegomya, familia Anthomyiidae. A fost descrisă pentru prima dată de Wulp în anul 1896. Conform Catalogue of Life specia Pegomya elongata nu are subspecii cunoscute.